# Давид Шварц (проналазач)
Давид Шварц (мађ. Schwarz Dávid; 20. децембар 1850 — 13. јануар 1897), био је пионир ваздухопловства у Ервопи. Познат је по стварању ваздушног брода са крутим омотачем у потпуности направљеним од метала. Шварц је умро само неколико месеци пре него што је дирижабл полетео. Неки извори су тврдили да је гроф Фердинанд Граф фон Цепелин купио Шварцов патент за дирижабл од његове удовице, што је спорно.  Био је отац оперске певачице, сопрана Вере Шварц (1888–1964).

## Датум рођења и националност
Извори за његов датум рођења се разликују. ОЦЛЦ наводи 7. децембар, док Брокхаус наводи 20. децембар 1850.  године. И ОЦЛЦ, као и Броцкхаус, приказују Шварцово место рођења место Залаегерсег у Мађарској.

## Рани живот
Шварц је рођен као син Јевреја у Кештељу, Краљевина Угарска, тада део Аустријског царства. Био је прво трговац дрвом у Жупањи, али је већи део живота провео у Загребу, у аутономној области "Краљевина Хрватска-Славонија" у Краљевини Угарској у Аустријском царству. 

## Прве мисли о ваздушном броду
Шварц се први пут заинтересовао за ваздушне бродове током 1880-их. То се догодило док сам радио ван куће и надгледао сечу шумског земљишта. Пошто је посао трајао дуже него што је планирано, натерао је жену да му пошаље књиге да одмара увече. Ово је укључивало уџбеник механике. Његов посао са дрветом је патио због његове опсесије и, као и други пионири авијације, његов пројекат је привукао спрдњу. Ипак, његова супруга Меланија га је подржала. Шварц је предложио алуминијум, тада веома нов материјал, за изградњу ваздушних бродова.

## Први ваздушни брод у Русији
Након што је разрадио дизајн потпуно металног дирижабла, Шварц је понудио своје идеје аустроугарском министру рата, које је показало интересовање, али Влада није била спремна да пружи финансијску подршку. Почео је да гради крајем 1892. године са индустријалцем Карлом Бергом који је снабдевао алуминијум и неопходна средства. Руски војни аташе, технички образован човек, саветовао је Шварца да демонстрира свој дирижабл у Санкт Петербургу. 1893. је изграђен у Санкт Петербургу дирижабл по Шварцовим идејама. Шварц, а касније и његова удовица, претпостављали су да ће се ту обављати и пробни летови, али се то није догодило.
Проблеми су настали током пуњења гаса: током упумпавања, структура би се урушила. Шварц је очигледно намеравао да метални омотач садржи гас директно без потребе за унутрашњим кесама за гас. Руски инжењер Кованко је истакао да би недостатак балонета проузроковао напрезање омотача током успона и спуштања. Такође, проблем је био што омотоач није био херметички затворен.
Спецификације првог ваздушног брода су биле:
- Снага: четвороцилиндрични мотор тежине 298 килограма који производи 10 коњских снага при 480 обртаја у минути
- Волумен: 3280 кубних метара
- Празна тежина: 2525 килограма
- Бруто подизање: 958 килограма
- Баласт и гориво: 170 килограма
- Опрема и три особе: 385 килограма
- Нето подизање: 85 килограма

## Други дирижабл у Берлину
Године 1894, Карл Берг је добио уговор за изградњу ваздушног брода за краљевску пруску владу, позивајући се на Шварца као зачетника идеје. Берг је већ имао искуства у раду са тада новим материјалом алуминијумом. Уз финансијску и техничку помоћ Берга и његове фирме, дирижабл је пројектован и изграђен.
Изградња је почела 1895. на пољу Темпелхоф у Берлину. Једно време пруски батаљон ваздушних бродова ставио је Шварцу на располагање своје земљиште и особље. Компоненте су произведене у фабрици Евекинг Вестфалија Карла Берга и, под руководством Шварца, састављене у Берлину. За оквир је причвршћена гондола, такође од алуминијума. За гондолу је била причвршћена Дајмлеров мотор од 12 коњских снага који је покретао алуминијумске пропелере. Један од пропелера је коришћен за управљање летелицом. 
Због кашњења, дирижабл је први пут напуњен гасом и тестиран 9. октобра 1896. године, али резултати нису били задовољавајући јер водоник који је испоручила фирма из околине Штасфурта није био тражене чистоће и стога није омогућио довољно подизања дирижабла. Међутим, неки извори тврде да је тест обављен 8. октобра 1896. Утврђено је да je гас густине 1,15 килограма по кубном метру био неопходан. Гас тог квалитета није се могао набавити неко време, тако да пробни лет није могао да се обави све до новембра 1897, отприлике десет месеци након Шварцове смрти.

## Шварцова смрт и први лет његовог дирижабла
Шварц није доживео да види свој дирижабл како лети. Између 1892. и 1896. често је путовао, што је утицало на његово здравље. Недуго пре смрти добио је вест да је његов ваздушни брод спреман за пуњење гасом. 13. јануара 1897. срушио се испред бечког ресторана "Код липе" и преминуо неколико минута касније од срчане слабости, у доби од 44 године. Историјски извори говоре о блутштурцу (израз који значи или хемоптиза или хематемеза). 
Давид Шварц је сахрањен у Средишњем гробљу у Бечу.
Карл Берг је тражио потврду о Шварцовој смрти, сумњајући да је овај побегао из жеље да прода своје тајне. Ипак, Берг је наставио рад са Меланијом, Шварцовом удовицом, и заједно су довршили дирижабл додатком гасног вентила.
Овај други ваздушни брод имао је следеће спецификације: 
- Обим: 3250 м3
- Дужина: 47,55 м
- Пречник: 13,49 м
- Мотор: 16 коњских снама (марке Дајмлер)
- Четири пропелера: један пречника од 2.6 м, два пречника од 2 м, и четврти пречника од 2 м који се окреће у хоризонталној равни монтиран испод гондоле да би се летелица померала горе или доле.
- Коверта: 0.2 мм алуминијумске плоче закиване за оквир.

Други дирижабл тестиран је са делимичним успехом у Темпелхофу код Берлина, 3. новембра 1897. Механичар Ернст Јегелс  попео се у гондолу и полетео у 15 часова. Међутим, како се ваздушни брод ослободио земаљске посаде, подигао се пребрзо, па је Јегелс искључио елису за подизање вертикалне осе. На надморској висини од око 130 метара погонски ремен је склизнуо са левог пропелера, што је довело до тога да се брод „...[окреће] бочно према ветру, [и са резултатом да се] предњи привез покидао“. Како се брод попео на 510 м погонски ремен је склизнуо са десног пропелера, чиме је ваздушни брод изгубио сав погон. Јегелс је затим отворио новоуграђени вентил за испуштање гаса и безбедно слетео, али се брод преврнуо и срушио, те био тешко оштећен без могућности поправке.

## Наслеђе
Неки извори наводе да је гроф Фердинанд фон Цепелин купио Шварцов патент од његове удовице 1898. године, док други извори тврде да је гроф користио дизајн. Међутим, Хуго Екенер, који је радио са грофом Цепелином, одбацио је ове тврдње:
„Гроф Цепелин је преговарао са фирмом господина Берга о куповини алуминијума за његов сопствени брод. Фирма је, међутим, била под уговором да испоручује алуминијум за ваздушне бродове искључиво Шварцовом предузећу. Бергова фирма је тако морала да добије ослобађање од овог уговора договором са Шварцовим наследницима пре него што је могла да испоручи алуминијум грофу Цепелину."
Цви Ротем (1903–1980) написао је једину познату биографију под називом Давид Шварц: Трагедија проналазача. О историји ваздушног брода. Ротем је ту написао да су и Берг и Шварц желели да држе свој рад у тајности.